# 諾韋塞洛 (赫梅利尼茨基區)
49°10′36″N 26°47′41″E / 49.17667°N 26.79472°E
諾韋塞洛（直译：新村）是位於烏克蘭西部的村莊，由赫梅利尼茨基州赫梅利尼茨基區的亞爾莫林齊市鎮負責管轄。該村面積1.24平方公里，海拔高度319米，2001年人口815，人口密度每平方公里657.8人。